# رون براون (سياسي بريطاني)
رون براون (بالإنجليزية: Ron Brown)‏ هو نقابي وسياسي بريطاني، ولد في 29 يونيو 1938 في المملكة المتحدة، وتوفي في 3 أغسطس 2007 في إدنبرة في المملكة المتحدة. حزبياً، نشط في حزب العمال. في الانتخابات العامة للمملكة المتحدة 1979 ‏، انتخب عضو البرلمان الثامن والأربعون للمملكة المتحدة عن دائرة Edinburgh Leith (UK Parliament constituency) ‏ خلال فترته النيابية ‏ (3 مايو 1979 – 13 مايو 1983) وفي الانتخابات العمومية للمملكة المتحدة 1983 ‏، انتخب عضو البرلمان التاسع والأربعون للمملكة المتحدة عن دائرة Edinburgh Leith (UK Parliament constituency) ‏ خلال فترته النيابية ‏ (9 يونيو 1983 – 18 مايو 1987) وفي الانتخابات العمومية للمملكة المتحدة 1987 ‏، انتخب عضو البرلمان الخمسون للمملكة المتحدة عن دائرة Edinburgh Leith (UK Parliament constituency) ‏ خلال فترته النيابية ‏ (11 يونيو 1987 – 16 مارس 1992).